# Сінненська сільська рада
Сінне́нська сільська́ ра́да — адміністративно-територіальна одиниця та орган місцевого самоврядування в Балтському районі Одеської області. Адміністративний центр — село Сінне.

## Загальні відомості
- Територія ради: 33,39 км²
- Населення ради: 721 особа (станом на 2001 рік)
- Територією ради протікає річка Зазулька

## Населені пункти
Сільській раді підпорядковані населені пункти:
- с. Сінне

## Населення
Згідно з переписом 1989 року населення сільської ради становило 755 осіб, з яких 317 чоловіків та 438 жінок.
За переписом населення 2001 року в сільській раді мешкала 721 особа.

### Мова
Розподіл населення за рідною мовою за даними перепису 2001 року:
| Мова       | Відсоток |
| ---------- | -------- |
| українська | 97,64 %  |
| російська  | 2,08 %   |
| болгарська | 0,14 %   |
| молдовська | 0,14 %   |

## Склад ради
Рада складається з 12 депутатів та голови.
- Голова ради: Бурдіян Зінаїда Яківна

### Керівний склад попередніх скликань
| Прізвище, ім'я, по батькові     | Основні відомості                                                               | Дата обрання | Дата звільнення |
| ------------------------------- | ------------------------------------------------------------------------------- | ------------ | --------------- |
| Рашкован Олександр Анатолійович | Сільський голова, 1967 року народження, безпартійний                            | 26.03.2006   | 31.10.2010      |
| Бурдіян Зінаїда Яківна          | Сільський голова, 1957 року народження, освіта середня спеціальна, позапартійна | 31.10.2010   |                 |

Примітка: таблиця складена за даними сайту Верховної Ради України

### Депутати
За результатами місцевих виборів 2010 року депутатами ради стали:

#### За суб'єктами висування
| Суб'єкт висування                                       | Кількість обраних депутатів | %    |
| ------------------------------------------------------- | --------------------------- | ---- |
| Політична партія Всеукраїнське об'єднання «Батьківщина» | 7                           | 58,3 |
| Партія регіонів                                         | 2                           | 16,7 |
| Самовисування                                           | 2                           | 16,7 |
| Соціалістична партія України                            | 1                           | 8,3  |

#### За округами
| № округу                                                | Прізвище, ім'я, по батькові        | Дата визнання обраним | Освіта  | Партійна приналежність | Відомості про обраного депутата            |
| ------------------------------------------------------- | ---------------------------------- | --------------------- | ------- | ---------------------- | ------------------------------------------ |
| Партія регіонів                                         |                                    |                       |         |                        |                                            |
| 5                                                       | Міщук Лідія Володимирівна          | 01.11.2010            | середня | член Партії регіонів   | пенсіонер                                  |
| 11                                                      | Рашкован Станіслав Анатолійович    | 01.11.2010            | середня | член Партії регіонів   | тимчасово не працює                        |
| Політична партія Всеукраїнське об'єднання «Батьківщина» |                                    |                       |         |                        |                                            |
| 2                                                       | Козиров Василь Васильович          | 01.11.2010            | середня | позапартійний          | СТО, мовільщик                             |
| 6                                                       | Гапуніч Валентина Миколаївна       | 01.11.2010            | середня | позапартійна           | домогосподарка                             |
| 7                                                       | Білецька Надія Омелянівна          | 01.11.2010            | середня | позапартійна           | приватний підприємець                      |
| 8                                                       | Пронь Сергій Петрович              | 01.11.2010            | середня | позапартійний          | «Агрофон», охоронець                       |
| 9                                                       | Тонко Наталя Іванівна              | 01.11.2010            | середня | позапартійна           | с. Сінне, заготівельник молока             |
| 10                                                      | Козиров Василь Васильович          | 01.11.2010            | середня | позапартійний          | тимчасово не працює                        |
| 12                                                      | Чагаринська Ірина Вікторівна       | 01.11.2010            | вища    | позапартійна           | Сінненська загальноосвітня школа, вчитель  |
| Соціалістична партія України                            |                                    |                       |         |                        |                                            |
| 3                                                       | Тисячний Андрій Іванович           | 01.11.2010            | середня | позапартійний          | «Агрофон», механік                         |
| Самовисування                                           |                                    |                       |         |                        |                                            |
| 1                                                       | Мельник Валентина Савелівна        | 01.11.2010            | вища    | позапартійна           | Сінненська загальноосвітня школа, вчитель  |
| 4                                                       | Кирничанська Валентина Анатоліївна | 01.11.2010            | вища    | позапартійна           | Сінненська загальноосвітня школа, директор |